# ウィッチハウス
ウィッチハウス（Witch house）は2010年代初頭に発生した、 電子音楽のジャンル、および視覚美術のジャンルであり、ドラッグ（drag）やホーンテッド・ハウス（haunted house ）とも呼ばれている。
オカルトをテーマにしたこのジャンルは、チョップド・アンド・スクリュード系のヒップホップの音景やインダストリアル・ミュージック、さらにはノイズミュージックをはじめとする実験音楽といったところからの影響が大きい。
このジャンルではシンセサイザーやドラムマシン、不明瞭な音や持続低音が多用され、ボーカルは聞き取りにくいように加工されていることが多い。
視覚美術上の特徴としては、オカルトのほかにもウィッチクラフト、シャーマニズム, 恐怖といったものがテーマとして用いられ、ホラー映画に影響を受けたようなデザインやコラージュ、さらには 陰謀説、Unicodeの記号や隠れメッセージなども多用される。
ウィッチハウスの多くは『ブレア・ウィッチ・プロジェクト』といったホラー映画や 、テレビドラマ『ツイン・ピークス』、さらには ポップ・カルチャー上の著名人といった要素も取り込んでいる。
『ツイン・ピークス』や『チャームド』のコミュニティ同様、アングラ性を保つ観点からインターネット上で見つけられにくくするため、ミュージシャンの名前や曲名には 三角形や十字やUnicodeの記号などが使われている。

## 影響・スタイル
元の楽曲のテンポを極端に落とし、半拍ずらすという手法はDJスクリューを創始者とするチョップド・アンド・スクリュード系のヒップホップから影響を受けたものである。
また、ウィッチハウスはエーテラル・ウェーブノイズミュージック、 ドローン・ミュージック、シューゲイザー 、さらには コクトー・ツインズ, ザ・キュアー, Christian Death,  デッド・カン・ダンス 、The Oppositionといった1980年代の ポストパンクバンド 、Psychic TVや Coilといったインダストリアルや実験音楽 のバンドの影響も受けている。
ウィッチハウスではおどろおどろしさを演出するためにヒップホップ用のドラムマシンや不気味なサンプリングを用いたり、ノイズミュージックのような雰囲気を漂わせたりするほか、シンセポップの影響を受けた陰気なリードメロディ、霧のような残響、さらにはピッチを下げられ、歪みが強調されるように加工されたヴォーカルが多用されている。

## 歴史
ウィッチハウスという単語は2009年にピクチャープレーンことTravis Egedyが初めて使ったとされている。
当初この単語は冗談のつもりで使ったものであり、Egedyは当時の状況について「僕とその友人であるシャムズと二人で、僕らが作ってる音楽はオカルトをベースとした音楽みたいだからということで、冗談のつもりでウィッチハウスという言葉を使っていました。僕はピッチフォークでウィッチハウスの件でベスト・オブ・イヤーを受賞し、この時『自分たちはウィッチハウスのバンドで、2010年はウィッチハウスの年になるであろう』と言いました。ですが、この発言をした際、ウィッチハウスというものは実在しなかったんですよ」と振り返っている。
Egedyがウィッチハウスという言葉を使って間もなく、ピッチフォーク・メディアがこの単語を使い、他の音楽系マスコミやブログもそれに倣った。Flavorwireは 良かれ悪かれ、Egedyの意図に反してウィッチハウスは現存する結果となったと述べている。
その一方、一部の音楽ジャーナリストやウィッチハウス・グループのメンバーの中には、現在のウィッチハウスの動向が「ガーディアンやピッチフォークといったマスコミが作ったマイクロジャンルに対するレッテル貼り」だと考えているものもいる。
実在するとは考えず 、ただ単純にマイクロジャンルを作りたがるマスコミの性向を冗談としてまねたという経緯から、ウィッチハウスという言葉はできて間もなく、rape gazeという言葉と結び付けられ、その言葉の発案者たちには非難が寄せられた。

## 主なミュージシャン
- ∆AIMON[24][25]
- Balam Acab[26][27]
- Bruxa[27]
- Clams Casino[28]
- クリスタル・キャッスルズ[29]
- Crim3s[27]
- Glass Teeth ( GL▲SS †33†H)[30][31]
- Holy Other[32][33]
- en:Horse MacGyver (旧： ///▲▲▲\\\)[34][35]
- Mascara (stylized as M△S▴C△RA)[36]
- oOoOO[26][27][37]
- ピュリティ・リング[38]
- Ritualz ( †‡†)[1][37]
- Salem[26][27][37]
- Zola Jesus[12]